# La Ferté-Bernard
La Ferté-Bernard és un municipi francès situat al departament del Sarthe i a la regió de País del Loira. L'any 2007 tenia 9.251 habitants.

## Demografia

### Població
El 2007 la població de fet de La Ferté-Bernard era de 9.251 persones. Hi havia 4.424 famílies de les quals 1.932 eren unipersonals (732 homes vivint sols i 1.200 dones vivint soles), 1.320 parelles sense fills, 828 parelles amb fills i 344 famílies monoparentals amb fills.
La població ha evolucionat segons el següent gràfic:
Habitants censats

### Habitatges
El 2007 hi havia 4.916 habitatges, 4.497 eren l'habitatge principal de la família, 154 eren segones residències i 265 estaven desocupats. 2.562 eren cases i 2.208 eren apartaments. Dels 4.497 habitatges principals, 2.037 estaven ocupats pels seus propietaris, 2.402 estaven llogats i ocupats pels llogaters i 58 estaven cedits a títol gratuït; 222 tenien una cambra, 591 en tenien dues, 1.143 en tenien tres, 1.386 en tenien quatre i 1.155 en tenien cinc o més. 2.288 habitatges disposaven pel capbaix d'una plaça de pàrquing. A 2.339 habitatges hi havia un automòbil i a 1.074 n'hi havia dos o més.

### Piràmide de població
La piràmide de població per edats i sexe el 2009 era:
| Homes | Edats   | Dones |
| ----- | ------- | ----- |
| 12    | 95 o +  | 40    |
| 32    | 90 a 94 | 80    |
| 64    | 85 a 89 | 168   |
| 48    | 80 a 84 | 136   |
| 204   | 75 a 79 | 280   |
| 220   | 70 a 74 | 356   |
| 240   | 65 a 69 | 304   |
| 252   | 60 a 64 | 232   |
| 164   | 55 a 59 | 164   |
| 240   | 50 a 54 | 248   |
| 268   | 45 a 49 | 264   |
| 336   | 40 a 44 | 288   |
| 244   | 35 a 39 | 316   |
| 328   | 30 a 34 | 292   |
| 388   | 25 a 29 | 380   |
| 288   | 20 a 24 | 308   |
| 284   | 15 a 19 | 276   |
| 260   | 10 a 14 | 264   |
| 264   | 5 a 9   | 256   |
| 208   | 0 a 4   | 204   |

## Economia
El 2007 la població en edat de treballar era de 5.496 persones, 4.001 eren actives i 1.495 eren inactives. De les 4.001 persones actives 3.564 estaven ocupades (1.878 homes i 1.686 dones) i 437 estaven aturades (193 homes i 244 dones). De les 1.495 persones inactives 570 estaven jubilades, 461 estaven estudiant i 464 estaven classificades com a «altres inactius».

### Ingressos
El 2009 a La Ferté-Bernard hi havia 4.397 unitats fiscals que integraven 8.940,5 persones, la mediana anual d'ingressos fiscals per persona era de 15.938 €.

### Activitats econòmiques
Dels 546 establiments que hi havia el 2007, 2 eren d'empreses extractives, 13 d'empreses alimentàries, 12 d'empreses de fabricació de material elèctric, 2 d'empreses de fabricació d'elements pel transport, 31 d'empreses de fabricació d'altres productes industrials, 23 d'empreses de construcció, 135 d'empreses de comerç i reparació d'automòbils, 12 d'empreses de transport, 42 d'empreses d'hostatgeria i restauració, 7 d'empreses d'informació i comunicació, 47 d'empreses financeres, 27 d'empreses immobiliàries, 82 d'empreses de serveis, 74 d'entitats de l'administració pública i 37 d'empreses classificades com a «altres activitats de serveis».
Dels 119 establiments de servei als particulars que hi havia el 2009, 1 era una oficina d'administració d'Hisenda pública, 2 oficines del servei públic d'ocupació, 1 gendarmeria, 1 oficina de correu, 9 oficines bancàries, 2 funeràries, 6 tallers de reparació d'automòbils i de material agrícola, 3 tallers d'inspecció tècnica de vehicles, 5 autoescoles, 2 paletes, 5 guixaires pintors, 4 fusteries, 2 lampisteries, 5 electricistes, 3 empreses de construcció, 17 perruqueries, 3 veterinaris, 8 agències de treball temporal, 20 restaurants, 14 agències immobiliàries, 3 tintoreries i 3 salons de bellesa.
Dels 75 establiments comercials que hi havia el 2009, 1 era un hipermercat, 4 supermercats, 1 una gran superfície de material de bricolatge, 1 una botiga de menys de 120 m², 8 fleques, 6 carnisseries, 4 llibreries, 17 botigues de roba, 4 botigues d'equipament de la llar, 5 sabateries, 3 botigues d'electrodomèstics, 6 botigues de mobles, 4 botigues de material esportiu, 1 una botiga de material de revestiment de parets i terra, 2 drogueries, 1 una perfumeria, 3 joieries i 4 floristeries.
L'any 2000 a La Ferté-Bernard hi havia 21 explotacions agrícoles que ocupaven un total de 416 hectàrees.

## Equipaments sanitaris i escolars
El 2009 hi havia 1 hospital de tractaments de curta durada, 1 hospital de tractaments de mitja durada (seguiment i rehabilitació), 1 un hospital de tractaments de llarga durada, 1 centre d'urgències, 5 farmàcies i 2 ambulàncies.
El 2009 hi havia 4 escoles maternals i 5 escoles elementals. A La Ferté-Bernard hi havia 2 col·legis d'educació secundària i 2 liceus d'ensenyament general. Als col·legis d'educació secundària hi havia 1.118 alumnes i als liceus d'ensenyament general 1.257.

## Poblacions més properes
El següent diagrama mostra les poblacions més properes.